# Маракотова бездна
«Марако́това бе́здна» (англ. The Maracot Deep, в журнальной публикации с подзаголовком «Затерянный мир под морем» (англ. The Lost World Under the Sea)) — научно-фантастический роман Артура Конан Дойла с элементами мифологического фэнтези. Написан в 1927 году, публиковался с продолжением в журналах The Saturday Evening Post (только первая часть: главы 1—5) и Strand Magazine (1927—1928; главы 1—5 и 6—7 опубликованы с годичным промежутком), книжное издание последовало в 1929 году. Последнее крупное произведение писателя.
По сюжету, доктор Маракот (которого критики обычно считали версией образа профессора Челленджера) с коллегами — биологом Сайресом Хедли и механиком Биллом Сканлэном, опускается в подводном аппарате на дно Атлантического океана. Поскольку морское чудовище оборвало трос, на котором спускалась капсула, а вскоре затонуло исследовательское судно, опрокинутое шквалом, исследователи готовятся к смерти. Обнаружилось, что в силу особенностей строения нижних горизонтов океана, там не слишком большое давление, а затем англичан спасли атланты — последние наследники древнего континента. Они обитают в полностью автоматизированном Храме Безопасности, воздвигнутом в незапамятные времена, а благодаря телепатии сохранили зримую память о гибели материка. Маракоту удаётся наладить радиосвязь с остальным миром, а вскоре и отправить наверх Хедли и его атлантскую невесту Мону, дочь вождя народа. В двух завершающих главах, опубликованных после большого перерыва, Маракот в заброшенном храме бывшей столицы Атлантиды встречает зловещего Темноликого Властелина — бессмертного и практически всемогущего злодея, который намеревался уничтожить последних атлантов. В магическом поединке выясняется, что Маракот — реинкарнация премудрого атланта Варда, строителя Храма Безопасности, и его сверхъестественные способности изгоняют Властелина навсегда. Сайрес и Мона — тоже реинкарнации атлантских возлюбленных, разлучённых в глубокой древности катастрофой.
Роман многократно издавался на английском языке, переведён на множество европейских языков, включая румынский и венгерский, а также на японский язык. При журнальной публикации на русском языке, которая осуществлялась в 1928 году по мере выхода второй, мистической, части, завершающие главы «Маракотовой бездны» были сильно сокращены и искажены, и до 1990 года на русском языке выпускались только первые пять глав; далее последовали несколько новых полных переводов.

## Сюжет
Роман включает семь глав, нумерованных римскими цифрами. Действие точно датировано, начинаясь сообщением об исчезновении паровой яхты «Стратфорд» 3 октября 1926 года (по сюжету она вышла двумя днями ранее из Санта-Крус-де-Тенерифе). 5 января 1927 года торговое судно подобрало прозрачный шар из какого-то прочного и гибкого материала, в который были запаяны записки Сайреса Хедли, от лица которого ведётся всё повествование. Подъём героев на поверхность океана произошёл 5 июля 1927 года.
Английский океанолог доктор Маракот на своём судне-лаборатории «Стратфорд» начинает исследование открытой им глубоководной впадины Атлантического океана, находящейся в 200 милях юго-западнее Канарских островов. Его сопровождают двое американцев — Сайрес Хедли из Зоологического института Кембриджа, Массачусетс (от его имени в основном ведётся повествование), и Билл Сканлэн — инженер завода Merribank Works в Филадельфии. Глубина впадины составляет не менее 5 миль, и достигнуть её можно только при помощи стальной кабины, опускаемой на стальном тросе, к которому прицеплен электрический кабель и воздуходувные трубы. Целью акванавтов был скальный выступ на глубине около 4 миль, с которого открывался вид на впадину. Когда аппарат был почти у самой цели, на исследователей напало существо, напоминающее гигантского омара, который своими клешнями перекусил трос; Маракот и его спутники стали опускаться на самое дно бездны. Здесь достаточно светло от фосфоресцирующего ила. Поскольку воздуховоды более не функционировали, Маракот, Хедли и Сканлэн готовились к быстрой смерти от удушья, когда Сайрес увидел в иллюминаторе человеческое лицо. Веря, что спасение возможно, Маракот открыл люк. Давление воды оказалось не слишком велико, а давление атмосферы внутри не позволило воде подняться выше уровня груди. В кабину вошли двое мужчин в прозрачных тонких колпаках, прикрывающих голову и верхнюю часть туловища. Такие же были предоставлены исследователям. Примерно через месяц они обнаружили затонувший «Стратфорд», опрокинутый сильным шквалом на поверхности через пару часов после обрыва троса, как стало ясно из записей в судовом журнале.
Путников провели через странные руины древнего города и они попали в громадное здание-лабиринт, густо населённое цивилизованными людьми. Однако их язык не смог определить даже величайший ум доктора Маракота. Оказалось, что у подводных обитателей была телепатическая технология: свои воспоминания каждый человек мог проецировать на большой экран («эффект эфирной вибрации — механической телепатии»). Из этих живых и объёмных «кинофильмов» Маракот, Хедли и Сканлэн поняли, что находятся у потомков владык погибшей Атлантиды. Вскоре Маракот встретил потомков греческих рабов, ибо когда-то атланты воевали с предками древних эллинов. Хотя жрец Афины говорил на невероятно архаическом диалекте, англичанин кое-как смог наладить прямую коммуникацию и начать изучение языков Атлантиды. Из телепатических общих сеансов, закреплявших историческую память, англичанин и американцы узнали, что в глубокой древности мудрец Вард получил от высших сил указание спасать лучших людей Атлантиды, и, несмотря на насмешки, потратил все свои средства на строительство Храма Безопасности. Это удивительное сооружение противостояло землетрясениям и давлению морской пучины, снабжало своих обитателей свежим воздухом, светом, теплом и синтетическими продуктами. Потомки укрывшихся в Храме постепенно расширяли своё обиталище, но не имели сообщения с верхним миром. Маракот, благодаря талантам Сканлэна и некоторых взятых на «Стратфорде» деталей, наладил радиосвязь и принимал передачи с поверхности, но не имел возможности отправить обратное сообщение. Тончайший синтетический материал, из которого атланты делают скафандры, позволял построить шары, наполненные лёгким газом «левигеном», с которыми можно было попробовать отправить наверх письменное сообщение. Первыми отправили записки с точными координатами, посылку с документами, завёрнутыми в рыбью кожу, а затем подняли Сайреса и его атлантскую невесту Мону — прекрасную дочь одного из вождей подводного народа.
В двух заключительных главах помещено ретроспективное повествование об эпизоде, случившемся во время пребывания англо-американцев в Храме Безопасности. Исследуя руины столицы Атлантиды, Маракот забрёл в тёмный храм, который сами атланты избегали. Там он встретил Темноликого Властелина — бессмертного и практически всемогущего колдуна или бога Ваал-Сепа, который сообщил землянам о своём намерении уничтожить потомков атлантов. Именно Владыка некогда наслал на цветущий материк катаклизм: согласно мнению Темноликого, атланты слишком зажились на этом свете. Доктор Маракот устроил с Владыкой ментальный поединок и оказалось, что воля англичанина, носителя светлого начала, пересиливает волю порождения зла. Маракот победил, загнав Темноликого Властелина обратно в преисподнюю. Чуть ранее выяснилось, что Маракот — это современная реинкарнация Варда, строителя Храма Безопасности. Сайрес и Мона — также реинкарнации атлантских возлюбленных, разлучённых древней катастрофой. В финале Сайрес — стипендиат Родса, и обрёл «свою жемчужину», а доктор Маракот раздумывает о возвращении к атлантам на дно океана, желая что-то уточнить в вопросах ихтиологии.

## Литературные особенности

### История создания

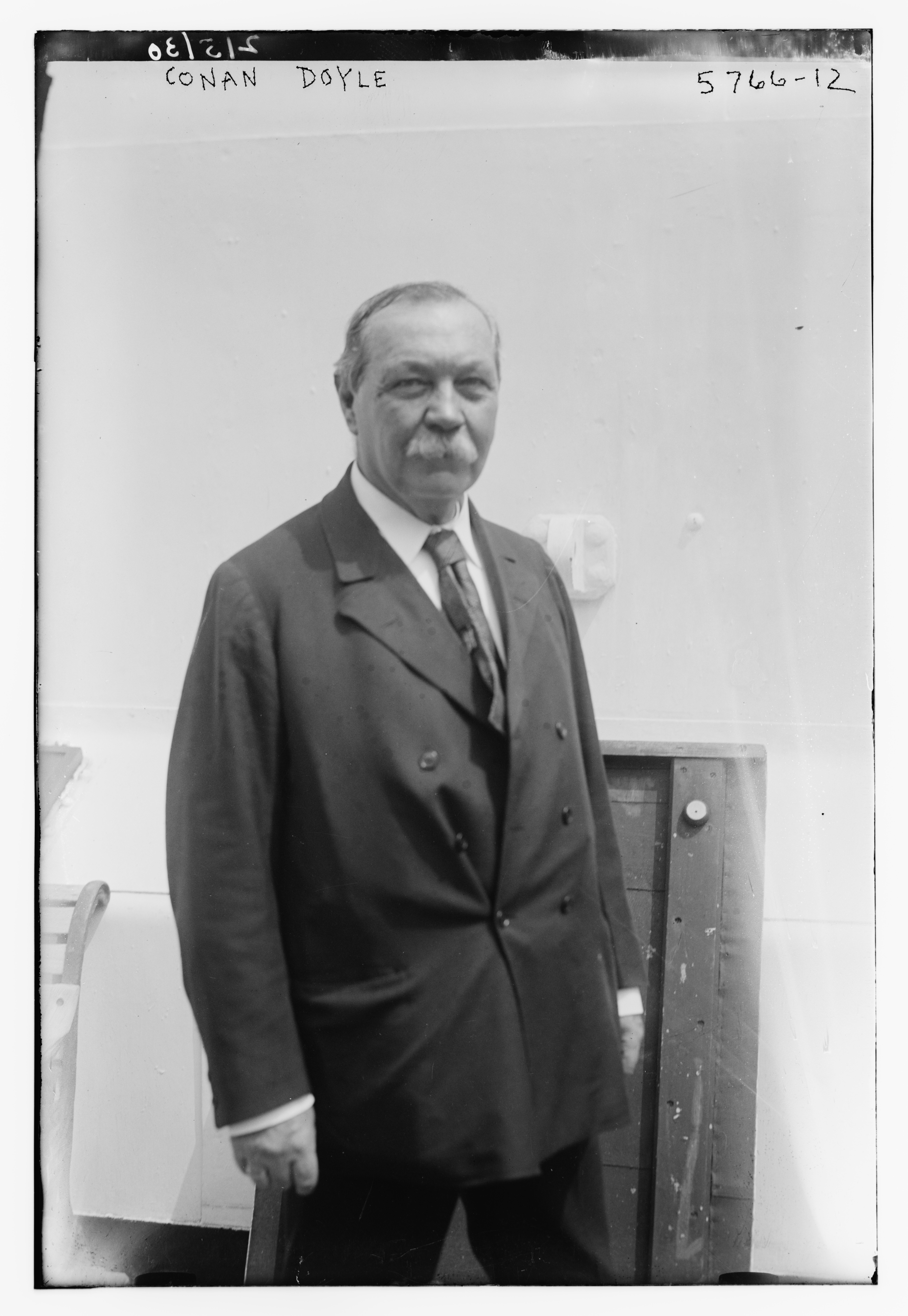
Конан Дойл в 1922 году

Редакторы издания переписки Конан Дойла — Джон Ленненберг, Дэниэл Стэшовер и Чарльз Фоли — подчёркивали, что в последнее десятилетие жизни писательская и общественная активность сэра Артура не снизилась; хотя он преимущественно выступал на темы спиритуализма, но в 1927 году вернулся к фантастике, написав «Маракотову бездну». Основным претекстом её был роман Верна «Двадцать тысяч лье под водой». Биограф Айвор Браун утверждал, что для Конан Дойла фантастика являла возможность «ощутить себя наполовину мальчишкой», что стыковалось с его спиритическим мировоззрением, которое требовало поддержание «самоощущения молодости». Дочь Артура — «Билли» (Джин Конан Дойл) — вспоминала, что когда она, пятнадцатилетняя, болела и находилась на постельном режиме, отец выдал ей энциклопедию и велел сделать выписки по рыбам и прочим подводным существам по списку.
Рукопись произведения была полностью завершена Конан Дойлом к маю 1927 года; изначально он намеревался назвать роман «Бездной Фабрициуса». Тематика Атлантиды интересовала его и когда произведение было готово и печаталось с продолжением: в 1928 году Конан Дойл участвовал в спиритическом сеансе, где попросил медиума — Эйлин Гарретт — назвать хотя бы приблизительную дату затопления Атлантиды.

### Поэтика
В «Энциклопедии научной фантастики» указывается, что авторы литературных произведений об Атлантиде вдохновлялись «теориями» теософов, а также использовали модный у публики образ как «подмостки» приключенческого действия. Тема Атлантиды переживала подъём в общественном сознании между 1885—1930 годами, концентрируясь в поджанрах «затерянных миров», утопий и антиутопий. В «Маракотовой бездне» ярко представлен синтез теософских и научно-технических мотивов.
Французская исследовательница Шанталь Фукрие отмечала, что в художественных произведениях об Атлантиде герой ставится в положение учёного, задающего вопросы и разгадывающего некие загадки, что успешно позволяет использовать традиционный код приключенческой литературы: «конфабуляция соединяется с рационализацией», то есть гипертекст заимствует те или иные ценности метатекста. В любом произведении об Атлантиде наблюдается сосуществование двух дискурсов: мифологического нарратива и логической аргументации, что приводит к неизбежному конфликту или разрыву между событийной стороной фабулы и монологичностью дискурсивных вставок. Нарратор неизменно выступает как поводырь читателя, примиряющий «эпос и басню». Атлантида не подвергалась демифологизации, и старое платоновское повествование осталось загадкой, которую стало возможно решать в век науки рациональными методами. Наука не редуцировала миф, не лишила его образности и поэтичности, занимаясь лишь трактовками деталей и комментированием. Авторы «Энциклопедии научной фантастики» также обращали внимание, что ещё в платоновском мифе об Атлантиде сильны мотивы падения человечества. Все авторы, разрабатывающие этот миф впоследствии, сосредотачивались не на катаклизме, погубившем остров, а на жизни атлантов до катастрофы, ибо они признавались превосходящими современное человечество по уровню развития техники и науки.
Согласно Ш. Фукрие, во всей литературе XIX—XX веков, где встречается тема Атлантиды, используется одна и та же типовая жанровая формула, предполагающая использование приёмов романтической литературы, предполагающей выход за пределы известного и обжитого мира. Ключевым элементом формулы Атлантиды является замкнутость и изолированность мирка уцелевших после катастрофы жителей Атлантиды, и это также романтический мотив убежища-микрокосма. Образ оторванности от мира чаще всего создаётся при помощи метафоры океана: последние атланты скрываются на дне морском, спуск куда тяжёл и опасен. Приключенческий сюжет об атлантах предполагает счастливый конец, хотя появление героя в Атлантиде сродни смерти в процессе инициации: умерев в обычном мире, герой тут же возрождается в мифическом пространстве. Путешествие туда сопровождается мотивом поглощения, когда герой не попадает в Атлантиду намеренно, что сближает этот субжанр с робинзонадой. Чаще всего это авария с тем техническим устройством, которым пользуется главный герой (таков профессор Маракот). Хронотоп любого повествования об Атлантиде носит чёрно-белый, «манихейский» характер, будучи основан на разрыве между «здесь и сейчас» и «где-то ещё». Чаще всего используется утопическое клише обособленности идеального общества от большого внешнего мира, несущего угрозу, однако герой-первооткрыватель Атлантиды неизбежно вовлекается в приключения, так или иначе становится своим. Герой непроизвольно встаёт на сторону «добрых атлантов», будучи призван уничтожить злую силу «дурных атлантов». Города Атлантиды неизменно таят в себе монстров (чудовищных пауков в «Аэлите» или Тёмного владыку в «Маракотовой бездне»), что вновь делает главного героя мифологическим персонажем, подобным Тесею, убивающего Минотавра. Герой-вторженец предстаёт и спасителем, способствующим нравственному пробуждению хороших атлантов и обновлению мира. Профессор Маракот спасает уцелевших атлантов так же, как его предок-реинкарнация Вард построил в столице Атлантиды Храм Безопасности, замкнув тем самым круг обновления.
Наследием романтизма в атлантическом жанре является персонификация Атлантиды в образе прекрасной женщины, становящейся объектом любовных устремлений героя-вторженца извне. Авторы, пишущие об Атлантиде, находятся в ситуации «двойного читательского ожидания». С одной стороны, писатель должен обыграть господствующую в общественном сознании научную или псевдонаучную гипотезу расположения и судьбы Атлантиды, с другой — оправдать жанровые условности, согласно которым приключение в «иноздесь» обязательно сопровождается любовной интригой и взрывом страсти. Главная героиня безотносительно её социального положения (царицы, дочери правителя, посвящённой жрицы, даже рабыни) всегда является прямой наследницей затонувшей расы, «последним атлантом», эмблемой Атлантиды и её величайшим сокровищем. Большинство романов об Атлантиде заканчиваются хорошо: герой побеждает врагов, преодолевает проклятье смерти и возвращается в родной мир в обществе атлантской возлюбленной, служащей ему наградой. Чаще всего это клише содержится в англосаксонской литературе, отвечая «манихейскому духу» массовой культуры. Тема любви позволяет обыграть победу над монстрами «дурной Атлантиды» и освобождение и замужество персонификации «хорошей Атлантиды» — чистой и прекрасной собой девы. Такой сюжет принципиально не отличается от сказочного, а герой предстаёт разновидностью Прекрасного Принца.
Переводчик и писатель А. А. Щербаков в докладе на третьих всесоюзных Ефремовских чтениях 1990 года, рассмотрел и некоторые литературные особенности «Маракотовой бездны» в связи с цензурированием двух завершающих глав в советских публикациях 1920-х годов. В частности, сложным является вопрос, можно ли рассматривать главы 6 и 7, вышедшие в журнале «Стрэнд» в 1929 году, и пять предыдущих глав как оригинал и продолжение. По мнению А. Щербакова, сам Конан Дойл явно об этом не писал, и обозначил новое произведение о Маракоте как «Владыка Тёмной Стороны», имея в виду тёмные стороны человеческой души. В анонсе «Стрэнда» произведение характеризовалось именно как «продолжение приключений невольных первооткрывателей» Атлантиды в изложении главного героя «красочного романа сэра Артура Конан Дойла „Маракотова бездна“». Однако, даже если и рассматривать текст «Владыки» отдельно, он настолько пронизан отсылками к «Бездне», что не может существовать самостоятельно. По мнению Щербакова, Конан Дойл испытывал неудовлетворённость «Маракотовой бездной»; в главах, отданных в печать через год, заметно, что «мысль продолжала работу, видно, что он начисто позабыл некоторые не существенные для этой мысли подробности романа, но чутьё художника, но умонастроение семидесятилетнего писателя властно требовали продолжения труда». Финал произведения А. А. Щербаков считал логичным, и даже «вселенски звучащим». В западной историографии рассмотрение «Маракотовой бездны» и «Темноликого владыки» как начала и продолжения представлено только в «Энциклопедии фэнтези».
Исследовательницы из Дальневосточного университета Ю. В. Головнёва и А. А. Ворохобко провели анализ метафор, символизирующих внутренний мир героев «Маракотовой бездны». Литературоведы обозначали жанр произведения как роман. Анализ метафорических моделей показал, что роман написан простым языком и метафор там относительно немного; метафор внутреннего мира соавторы насчитали порядка семидесяти. Среди метафор преобладают конвенциональные, но встречаются и развёрнутые индивидуально-авторские. Анализ показал, что внутренний мир человека, даже описанного как крайне безэмоционального и сухого, как доктор Маракот, показан Конан Дойлом как полным стихийного чувства, проявляющемся при реализации дела жизни. Метафоры стихийных сил по частотности занимают первое место. Именно благодаря внутренней способности к сильным переживаниям, выраженных через стихии огня и света, Маракот оказался способен проявить всю силу древнего правителя атлантов Варда и изгнать Тёмного владыку. Ю. В. Головнёва и А. А. Ворохобко отдельно обращали внимание на то, что метафоры, репрезентирующие добро и зло, не обладают высокой частотностью.

### Жанровые маркеры «Маракотовой бездны» — фантастика и фэнтези
Писатель и биограф Конан Дойла Джон Диксон Карр относил роман к направлению научной фантастики и ставил вопрос о точках соприкосновения писателя с фантастикой. По его данным, первый фантастический рассказ молодой врач Конан Дойл написал ещё в начале 1880-х годов для журнала Cornhill Magazine: текст посвящался загадке «Марии Целесты». Рассказ был написан настолько реалистично, что чиновник морской прокуратуры Гибралтара счёт его отчётом очевидца и пытался обличать журнал в клевете и лжи. В целом фантастические тексты не часто встречались в наследии Конан Дойла: два романа в этом жанре были написаны в зрелые годы. Первый из них — «Затерянный мир», который многие поклонники сочли шедевром, за которым последовала «Маракотова бездна». По мнению Карра, сэр Артур, хотя и работал в жанровом шаблоне «научного романа», в первую очередь создавал литературу, построенную на изображении человеческих характеров. Как и в случае Шерлока Холмса, прототипом профессора Челленджера послужил один из наставников по Эдинбургскому университету. Его окружение: профессор Саммерли, лорд Рокстон и журналист Малоун — явно восходят к «Трём мушкетёрам». Однако ко времени написания «Маракотовой бездны» Конан Дойл уже выработал до конца возможности компании Челленджера и он более не мог являться главным героем. Однако профессор Маракот, зоолог Хедли и механик Сканлэн не меньше отсылают к мушкетёрам, хотя Маракот по темпераменту сильно уступает Челленджеру, а американский сленг 1920-х годов из уст Сканлэна «звучит подчас неестественно» (встречалась и более жёсткая характеристика: «псевдобруклинский акцент из фильмов категории B»). Впрочем, жанровые условности писатель отработал на высшем уровне: приключенческая интрига выдерживается до конца, блестяще использован мотив «катастрофы, обернувшейся триумфом», представлено даже научно-фантастическое допущение — телепатическое телевидение. Биограф Айвор Браун счёл Маракота типичным героем авантюрного романа и несколько улучшенной версией профессора Челленджера с такой же неукротимой храбростью, но «гораздо лучшими манерами». Глава, где появляется Темноликий Властелин, не понравилась ему своей абсурдностью, ибо Маракот — прежде скептически настроенный рационалист, вдруг мгновенно переходит к религиозному экстазу и принимает в себя душу древнего атланта: «Чистота веры восторжествовала над скверной чёрной магии». Роман, таким образом, обращается в проповедь. При всей привлекательности образа Маракота, он намного менее убедителен, чем Челленджер, да и спутники его прорисованы не так ярко. Писатель Лин Картер полностью отказывал «Затерянному миру» и «Маракотовой бездне» в оригинальности, считая Конан Дойла в этой жанровой нише всего лишь подражателем Хаггарда. Критик Дайан Боршам полагала, что «Маракотова бездна» свидетельствует о непрерывности творческого развития Конан Дойла и его глубинных интересах как мыслителя. Биограф Джулиан Саймонс придерживался той же логики, объединяя цикл про Челленджера и «Маракотову бездну», считая «Затерянный мир» лучшим из всех опытов Конан Дойла в научной фантастике. «Бездна» как фантастический текст содержит множество интересных моментов и фантастических изобретений (чуть ли не до ядерного реактора), но Саймонс считал, что введение невероятных сущностей в финале сильно испортило повествование.
Множество биографов Конан Дойла и западных литературоведов относили «Затерянный мир» (и все произведения о профессоре Челленджере) к научной фантастике или жанру, который предвосхитил это направление в литературе. Так, Джеймс Кемпбелл обосновывал это тем, что «Маракотова бездна» построена на пересечении жанровых шаблонов «чудесного путешествия» и «чудесного открытия». Отчасти, использовались как миф об Атлантиде, так и личный миф Конан Дойла о господстве материи и упадке духа, но в целом роман неоригинален и вторичен к «Затерянному миру»: вместо затерянной биосферы на плато в долине Амазонки — затерянная цивилизация на дне Атлантики; персонажи выписаны по образцу компании Челленджера, «но менее чётко обозначены». Маракот — менее эмоциональный Челленджер, Хедли — «американизированный гибрид Малоуна и Саммерли», а Сканлэн с его жаргоном «а-ля Дос Пассос и Фаррелл» — «пролетарский лорд Джон Рокстон». В центре внимания писателя — древняя цивилизация Атлантиды, а не культура её потомков. Ключевой акцент поставлен на моральном упадке древней Атлантиды, предшествующем её катастрофе. Исторический и моральный нарратив, формирующий «ядро» романной конструкции, удостоверяется телепатической природой, позволяющей атлантам транслировать этические ценности напрямую. Это послание вновь подчёркивает мысль Конан Дойла, что передовые технологии и материалистическая наука Атлантиды спровоцировали её духовный упадок, и остановить катастрофу были бессильны самые выдающиеся умы. Рассказчик — Хедли — особо подчёркивает, что в Атлантиде интеллект опередил душу, и это же может стать причиной гибели нашей собственной цивилизации.
Литературовед Дж. Бейли относил «Маракотову бездну» к мифологическому фэнтези: герои обнаруживают Атлантиду и даже живых атлантов, успешно противостоят гигантскому давлению на дне океана (что «поясняется, но не объясняется»), а в конце успешно борются с самим дьяволом. Эндрю Лайсетт в 2007 году определял жанр романа как научное фэнтези, сравнивая сюжет с рассказом Конан Дойла «Ад в небесах», но помещённого в водную стихию. Биограф Рональд Пирсолл относил роман к «странному жанру», который представляет собою параллель со спиритуалистическими трудами Конан Дойла, написанными на склоне дней. В «Маракотовой бездне» можно увидеть ярко выраженные аллегории и неявные намёки на отчаяние, охватывавшее писателя из-за «неспособности спиритуализма покорить мир». Фантазия привела писателя на дно Атлантики, где его герои обнаружили высокоразвитую цивилизацию, которая давным давно освоила технологию производства синтетической пищи и телепатического телевидения. Вместе с тем, Маракот совершенно не похож на Челленджера. Описание его внешности явно отсылает к словесным портретам Шерлока Холмса — только старше и мудрее. Ему доступны те сферы, которые навсегда закрыты для материалиста и логика Холмса, что и раскрывается в финальной главе об изгнании Темноликого Властелина. Владыка также описан похожим на Шерлока Холмса — подчёркнут его орлиный профиль, да и манера речи очень напоминает великого пропагандиста дедуктивного метода. Всё перечисленное недостаточно весомо, чтобы составить полноценную сюжетную линию, но внимательным читателем опознаётся. В основной своей части «Маракотова бездна» — стандартное приключенческое произведение, напоминающее позднего Жюля Верна, а если сравнивать его с «Дивным новым миром» Хаксли, выпущенным через три года — ещё и старомодное. Майкл Корн также относил «Маракотову бездну» к «постшерлоковским» историям, основываясь, главным образом, на описании внешности учёного; его враг Темноликий вполне может восприниматься как профессор Мориарти. Собственная мифология Конан Дойла базировалась на знакомстве с юнговской концепцией архетипов: фантазии коллективной памяти проистекают из реального опыта наших далёких предков. Брайан Стэблфорд подчёркивал синтетический характер «Маракотовой бездны», которая начинается как приключенческий роман в жюльверновском духе, продолжается как мелодрама, но кульминация — столкновение Маракота с Ваал-Сепом — выводит повествование из жанра научного романа в оккультизм. Фантастовед Томас Клэресон прямо именует Ваал-Сепа сатаной.
В советском и российском литературоведении и фантастоведении утвердилось восприятие «Маракотовой бездны» как научно-фантастического романа. Писатель Г. Адамов в предисловии к книжному изданию 1944 года сравнивал Конан Дойла и Уэллса, признавая, что Дойл не так глубок, легковеснее, а его лучшие произведения не столь образны, как у Уэллса. Однако он превосходит своего соперника в даре рассказчика, «и почти каждую книгу его жаль закрывать, когда она дочитана». Сильно сокращённый текст «Маракотовой бездны», не разделённый на главы, Адамов именовал рассказом и считал его проявлением характерных черт Конан Дойла — фантаста. Стиль спокойный, деловитый, изобилующий обыденностями, но сюжет напряжённый, пронизанный «нескрываемым восхищением беззаветной отвагой и мужеством учёного». Химик и атлантолог Н. Ф. Жиров в послесловии к географгизовскому изданию 1957 года, высоко оценивая «Маракотову бездну», относил её к разновидности фантастики, чьи авторы «отступают от реальной действительности, иногда даже нарочито игнорируя или видоизменяя то или иное положение науки». Дойл сознательно отказался от факта, что на дне океана существует давление, способное превратить в пыль стеклянный сосуд. Однако без допущения, что на многокилометровой глубине давления нет, было бы невозможно развернуть фабулу и приключения героев. При этом писатель на несколько лет предвосхитил обитаемый подводный аппарат с человеком-наблюдателем. Аппарат Маракота — не батисфера, это кубическая камера, значительно хуже выдерживающую высокие внешние давления, чем сфера, да и сам Конан Дойл не был инженером. Основной целью повествования было ознакомление читателей с судьбой Атлантиды, и здесь Дойл допустил определённую логическую несообразность, ибо при помощи своих скафандров и шаров со сверхлёгким газом, за истёкшие тысячелетия атланты наверняка покидали бы дно океана.
В послесловии к собранию сочинений А. Конан Дойла А. Абрамов подчёркивал, что к фантастическому жанру обратился уже маститый писатель детективного и исторического жанра, завоевавший мировое признание. Дойла не интересовали изобретения и открытия как таковые, и их реализация в реальной жизни, а также популяризация научных идей. Фантастическое допущение позволяло оттенить остроту сюжетных конфликтов, и помещать типические характеры в исключительных обстоятельствах. «Маракотова бездна» рассматривается как особое явление в творчестве Конан Дойла, ибо «здесь как будто бы всё ненаучно», да и первые успешные погружения на большие глубины осуществились уже после кончины автора. Огромным достоинством фантастики Дойла является романтическая приподнятость повествования, и в одном обстоятельстве он превзошёл Уэллса: в создании обаятельных, человечных и оптимистических характеров. Герои Уэллса — всегда одиночки, жестокие, себялюбивые и равнодушные к окружающим.
Переводчица П. А. Гелева считала Конан Дойла мастером динамичного, напряжённого сюжета и талантливым популяризатором научных знаний. У фантастики Дойла не было той научной базы, которая определяла романное творчество Ж. Верна, научно-фантастическое допущение, по сравнению с произведениями Г. Уэллса использовалось «менее весомое и более ограниченное». Впрочем, это не отменяет удачных научных предвидений и добросовестности научной проработки фантастического элемента. Происходило это оттого, что Конан Дойла не интересовала наука в её фантастическом развитии, но чутьём художника он понимал, что в его современности романтика рыцарских подвигов, морских путешествий и приключений сменяется романтикой научных открытий. В действительности цикл о профессоре Челленджере и «Маракотова бездна» от науки весьма далеки: Конан Дойл использовал оригинальную, но совершенно абсурдную гипотезу, умело обставлял её и научным, и псевдонаучным материалом, и выстраивал острый и напряжённый сюжет, сочетающий необычайное с будничным правдоподобием. Собственно научно-фантастическим в «Маракотовой бездне» было использование спускаемого подводного аппарата; батисфера опустилась на большую глубину уже в год смерти Конан Дойла. Всё остальное совершенно фантасмагорично: и возможность жить на дне океана на глубине нескольких километров, не ощущая давления, и подводное государство выживших атлантов, и способ возвращения героев на большую землю. Как приключенческому повествованию «Бездне» присуще напряжение, действие развивается стремительно, при этом стиль спокойный, даже деловитый. Описание погружения Маракота и товарищей П. Гелева сравнивала с репортажами Кусто и Дюма (повторяя сравнение А. Абрамова).

### Восприятие в критике
Обозреватель The Illustrated London News 1929 года посчитал роман более подходящим для подростковой, чем взрослой аудитории. Реймонд Мортимер («Атенеум») предельно кратко заявил, что новая книга Конан Дойла станет «замечательным подарком для ученика начальной школы». Содержательно и по стилю — это «ранний Уэллс, но с неубедительной научной составляющей». В заметке журнала Punch рецензент очень высоко оценил рассказ «Дезинтеграционная машина», посвящённый профессору Челленджеру, а роман, давший имя всему сборнику и занимающий две трети его объёма, хотя и «изобретательный», но сравниться с «Машиной» не может. В газете The Catholic Transcript «Маракотову бездну» объявили интересной хотя бы потому, что её автор «не приплетает сюда свой любимый спиритизм», но сожалели, что «столь изобретательный ум за пределами литературы теряет всякое здравомыслие».
В аннотации The New Statesman жанр произведения обозначили как «полунаучную феерию» (semi-scientific extravaganza). У конан-дойловских атлантов нашёлся свой Ной, который построил сухопутный водонепроницаемый ковчег, в котором они и продолжили свою жизнь на дне океана. Автор аннотации отметил некоторые мелкие несообразности в повествовании («газ в девять раз легче водорода»: школьная физика подсказывает, что подъёмная сила вакуума в водной среде всего на 1 % больше, чем у водорода), но оценил роман как «забавный и остроумный». В рецензии The Saturday Review произведения из сборника «Маракотова бездна» также характеризуются как «научно-феерические» (Extravaganzas of science), им присущи лёгкость, остроумие и «поверхностная правдоподобность». Однако заглавный роман при всей его амбициозности, совершенно неправдоподобен с точки зрения фантастического допущения. Путешествие на Марс, вероятно, более приемлемо, чем описание комфортабельной жизни атлантов на глубине восьми миль, учитывая, что у потомков атлантов наука куда как более развита, чем у нас на поверхности: они могут транслировать мысли на киноэкраны, делают удивительные синтетические материалы и производят искусственную пищу. Случайного читателя морализаторство о злодеяниях, приведших Атлантиду к катастрофе, скорее, будет раздражать. В самом финале появляется Темноликий Властелин, истинный дух зла, которого упокоят «мыслеволны» земного учёного. «Всё это очень мило и очень глупо», ибо сэр Артур чрезмерно увлёкся «тонким эфиром научной фантастики», заставляя ностальгировать по славным и навсегда канувшим в Лету историям о Бейкер-стрит. В рецензии журнала Country Life подчёркивалась связь фантастических миров и образов главных героев «Затерянного мира» и «Маракотовой бездны». Типы конан дойловских профессоров разнообразны, но ни один из них даже приблизительно не напоминает «подлинные экземляры, которые можно обнаружить в наших университетах». Проблема коренится в во всё возрастающих ожиданиях публики, и, как тайны, которые разгадывает детектив, становятся всё глубже, а преступники — всё изощрённее, так и профессор Челленджер обнаружил плато с динозаврами, и доктору Маракоту непременно нужно зайти ещё дальше. «При всё желании, мы не сможем переварить затерянную Атлантиду». В качестве примера того, что всё зашло слишком далеко, приводится сцена, где Маракот встречает престарелого жреца, говорящего «Теа Афина», и тут же обращается к нему на беглом древнегреческом языке. «Ужасные морские твари не так забавны, как динозавры», а вещающий на превосходном английском языке Тёмноликий властелин «заставляет хихикать самым непочтительным образом».
В журнале фантастики Amazing Stories «Маракотова бездна» названа лучшим повествованием из одноимённого сборника, «очень остроумной и правдоподобной историей». Самым слабым местом романа названа финальная глава, в которой интерес Дойла к экстрасенсорике взял верх над его научными взглядами. В комментарии C. W. M. (The Independent) отмечалась языковая игра, на которой строился образ Билла Сканлэна, и которая явилась откровенно провальной. Сканлэн предстал как «один из самых выдающихся лингвистов, известных мировой литературе»: в его репликах тасуются языковые конструкции, лексика и сленг Вермонта, Техаса и даже Уайтчепела, не говоря о пенсильванско-немецких диалектизмах, оправдывающих его происхождение. В одной строке он изъясняется как шотландец, а в следующей, кажется, «только что вылез из джунглей». В итоге для рецензента Сканлэн оказывается «такой же туманной фигурой, как и любой иной эктоплазматический феномен того же автора». В открытом письме американского журнала The Author and Journalist речь Сканлэна приводится как пример косности британской литературы, в которой «табуирован лёгкий стиль письма» и игнорируются особенности живой речи американцев, если они не подогнаны под общепринятый английский способ выражения, в противном случае они не воспринимаются ни редакторами, ни читателями. Сканлэн, скорее, изъясняется как жители Новой Англии «лет шестьдесят назад»: в Англии такой американец, вероятно, кажется «совершенством», зато публикация романа в The Saturday Evening Post вызвала немало возмущённых писем американских читателей. Шанхайская перепечатка «Маракотовой бездны» вызвала отзыв в газете
North China Herald, где говорилось, что хотя роман является чистой фантастикой, но написан «превыше любой критики».
Лайон Спрэг де Камп в своей книге об образе Атлантиды в науке, философии, оккультизме и литературе (1954), отказывал «Маракотовой бездне» в каких-либо достоинствах, считая что Конан Дойл представил спиритуалистический взгляд на Атлантиду. Сюжет романа слаб и полон грубых научных ошибок, а также «напичкан пропагандой спиритизма». В персонажах де Камп не находил ни следа той целостности, которая присуща «бессмертным Шерлоке Холмсе и Челленджере». Впрочем, поскольку Дойл являлся признанным мастером прозы, в целом его роман «превосходит многих собратьев по жанру». В заметке The Saturday Review издание 1968 года характеризуется как «превосходный пример компетентности великого рассказчика в области научной фантастики». Напротив, биограф Майкл Корн в своей книге 1995 года назвал произведение «жалким», утверждая, что лучшим было бы не публиковать «Маракотову бездну». Примерно о том же рассуждал десятилетием ранее Дон Ричард Кокс, констатировав неуклонное падение качества приключенческих текстов Конан Дойла и сожалея, что писатель не завершил свою карьеру «более удовлетворительной книгой», чем «Маракотова бездна». Этот роман отличается крайне нелогичным и запутанным сюжетом, «неудачно сочетая приключения со спиритизмом», из-за чего был заслуженно позабыт.
В библиотечных и библиографических публикациях 1950-х годов и позднее роман уже характеризуется как классический, постепенно переходя в разряд детской литературы. В XXI веке роман продолжают переводить и издавать в бумажном и электронном виде. На сайте «Лаборатория фантастики» роман имеет средний рейтинг 8,12. На сайте Amazon средний рейтинг романа 4,1, на сайте Goodreads рейтинг достигает 3,57. Блогер Сэнди Фербер
утверждал, что Конан Дойл сохранил все свои великие способности писателя приключенческого жанра даже в «сумеречные годы»: это проявилось в описаниях жизни в морской стихии и повседневности атлантов. Ярый спиритуалист Дойл заставил своего персонажа-учёного превратиться из закороненелого материалиста в верующего в существование невидимых сил. Единственной откровенной оплошностью писателя (и редакторов его изданий) стало забвение, что в одной из первых глав атлантка Мона является дочерью вождя народа Скарпы, в то время как в шестой главе её отцом оказывается Манд.

## История публикаций. Рецепция
«Маракотова бездна» публиковалась в двух журналах: лондонском Strand Magazine с иллюстрациями Тома Педди (октябрь — декабрь 1927, январь — февраль 1928; продолжение: апрель — май 1929) и филадельфийском Saturday Evening Post с иллюстрациями Антона Отто Фишера (8—29 октября 1927; главы 6 и 7 не печатались). Английское книжное издание — сборник «Маракотова бездна и другие истории» (англ. The Maracot Deep and Other Stories) — вышло в лондонском издательстве Мюррея 29 июля 1929 года тиражом 7970 экземпляров; розничная цена указывалась в 7 шиллингов 6 пенсов (30,75 фунтов стерлингов в ценах 2024 года). Переплёт розовый с позолоченными буквами, суперобложка белая с цветной иллюстрацией. В тот же день вышло колониальное издание в серии «Имперская библиотека Мюррея» (2500 экз.) со светло-серым переплётом; суперобложка такая же, как и в английском издании. Американское издание «Маракотовой бездны и других историй» выпущено Doubleday 28 сентября 1929 года по цене 2 доллара (26,6 долларов в ценах 2024 года). В октябре 1929 года вышло издание на английском языке в лейпцигской библиотеке-серии Таухница. В декабрьской рекламе издательства Мюррея 1930 года роман позиционировался как рождественский подарок. После 1950-х годов роман неоднократно перепечатывался на английском языке.
Первыми вышли французский (1928, 1930), итальянский (1928) и румынский (1933) переводы. Далее «Маракотова бездна» переводилась на французский (1959, 1970, 1989, 2001), немецкий (1982), венгерский (1986), итальянский (1986, 1995), португальский (1992) языки. Японский перевод (Маракото кайэн  マラコット海淵) 1962 года был выполнен Хакуко Сайто. «Маракотова бездна» печаталась под названием «Пучина Маракота» в русской эмигрантской газете «Последние новости» (Париж) с 23 октября по 7 ноября 1928 года, в переводе Н. П. Вакара (указан как Н. П. В.).
В 1949 году вышла повесть Александра Блейда (Арнольда Рона) The Mermaid of Maracot Deep, которая не имела ничего общего с «Маракотовой бездной», кроме упоминания названия; действие разворачивалось около атолла Бикини с его ядерным полигоном. В 1960 году в прессе проходила новость о том, что наследники Конан Дойла планировали экранизацию «Маракотовой бездны» на базе фирмы Sapphire Films. Во втором выпуске телепередачи «Этот фантастический мир» (в эфире 13 апреля 1979) был инсценирован и эпизод «Маракотовой бездны». Режиссёр Тамара Павлюченко. В роли Маракота — Вацлав Дворжецкий; Сканлэна — Алексей Борзунов; Хедли — Александр Дик.

### В Советском Союзе
Ввиду огромной популярности Конан Дойла в Советской России, его новый роман сразу же начал публиковаться в разных периодических изданиях. Главы с первой по пятую печатались сразу в журнале «Мир приключений» (номерах 11, 12 за 1927 год и 1—3 за 1928 год), «Вокруг света» (номера 19, 21, 23 за 1927 год и 4, 6 за 1928 год) — в переводе К. Ксаниной и английскими иллюстрациями Педди, а также журнале «Всемирный следопыт» (1928, № 1, 2, 3). Во «Всемирном следопыте» публикация переводных произведений была крайне редкой; а публикации «Мира приключений» и «Вокруг света» шли сразу по частям, печатаемым в журнале «Стрэнд». Публикация двух завершающих глав также оперативно последовала во «Всемирном следопыте» и «Вокруг света», когда переводчики и редакция ещё не знали их содержания. В майском номере «Следопыта» анонсировалась вторая часть романа, «представляющая для наших читателей самостоятельный интерес», где предстояло рассказать о «захватывающей встрече с Владыкой Тёмного Лица». Уже в июньском номере, однако, последовало редакционное извещение, что «Конан Дойль, увлекающийся… оккультизмом, настолько перегрузил конец „Маракотовой бездны“ эпизодами и подробностями из „потустороннего мира“ (до чертовщины и чёрной магии включительно!)», из-за чего редакция «вынуждена была прибегнуть к сокращению отдельных кусков и разговоров этой части романа, совершенно неуместных на страницах журнала и нелепых с точки зрения нашего читателя, которому рассуждения о „вечной борьбе добра и зла“ и мистические измышления о способах изгнания дьявола — просто скучны и смешны». В процессе политической цензуры пострадала и любовная линия в романе, тесно переплетённая с мотивами переселения душ. Однако и сокращения не уберегли редакцию от нападок критики за «публикацию реакционнейшего произведения» и оргвыводов со стороны властей, из-за чего 1930 год стал последним для существования журнала, в котором больше не печатались зарубежные авторы.
Критик и писатель Александр Щербаков, опубликовавший в 1990 году перевод финальных глав без цензурных правок, предполагал, что главным мотивом сокращений была следующая сентенция Владыки:

Я могу управлять умами людей. Я повелитель толпы. Где замышляли и замышляют зло, там всегда был я. Я был с гуннами, когда они повергли в руины половину Европы. Я был с сарацинами, когда во имя религии они убивали гяуров. Я вдохновил и провёл Варфоломеевскую ночь. Благодаря мне велась торговля рабами. Это по моему наущению сожгли десять тысяч старух, которых дураки называли ведьмами. Я был тем высоким тёмным человеком, который вёл толпу в Париже, когда улицы утопали в крови… ха-ха-ха… Такие радости редки, но в России в последнее время бывало и похлеще. Я как раз оттуда.
В 1943 году Детгиз начал издание серии «Библиотека научной фантастики и приключений», в которой до 1948 года вышло шестнадцать книг, в основном фантастических, включая «Тень минувшего» И. Ефремова. Из зарубежных произведений в серию вошла и «Маракотова бездна». С 1953 года серия была преобразована в «Библиотеку приключений и научной фантастики». В дальнейшем «Маракотова бездна» регулярно печаталась отдельно и в собраниях сочинений Конан Дойла. После появления полного варианта продолжали издаваться и ранние сокращённые переводы.

## Издания
- The Maracot Deep // Works of  Sir Arthur Conan Doyle. — Garden City, New York : Doubleday, Doran & Co. Inc., 1930. — Vol. 14: The Land of Mist. The Maracot Deep, Other Stories. — P. 255—452. — x, 452 p. — The Crowborough Edition.
- Conan Doyle A. The Maracot Deep // The treasury of science fiction clasics / Ed. by Harold W. Kuebler. — Garden City, N. Y. : Hanover House, 1954. — P. 63—141. — ix, 694 p.
- The Maracot Deep by Sir Arthur Conan Doyle / With an Introduction by John Dickson Carr. — New York : W. W. Norton & Company Inc., 1968. — viii, 119 p.
- The Maracot Deep by sir Arthur Conan Doyle. — London and Sidney : Pan Books, 1977. — 128 p. — Originally published: in 'The Maracot Deep, and other stories'. London : J. Murray, 1929.
- Конан-Дойль А. Маракотова бездна : Для старшего возраста / Пер. и обработка Н. Рыковой ; Пред. Г. Адамова; Рис. Павла Павлинова. — Москва — Ленинград : Гос. изд-во детск. лит., 1944. — 70 с. — (Библиотека научной фантастики и приключений).
- Конан Дойль А. Маракотова бездна / Пер. с англ. Е. Толкачёва ; Послесл. д-ра хим. наук Н. Ф. Жирова; Ил.: Н. И. Гришин. — М. : Географгиз, 1957. — 86 с. — (Путешествия. Приключения. Фантастика).
- Конан Дойль А. Собрание сочинений в 8 т. / Общ. ред. М. Урнова; Послесл. А. Абрамова: Фантастика А. Конан Дойля. — М. : Правда, 1966. — Т. VIII: Открытие Рафлза Хоу; Затерянный мир; Отравленный пояс; Маракотова бездна. — 487 с. — (Б-ка «Огонек»).
- Конан-Дойль А. Маракотова бездна // Топор с посеребренной рукоятью: сборник / Пер. с англ. М. Антоновой, П. Гелевы, Е. Толкачёва. — М. : Geleos, 2005. — С. 5—172. — 384 с. — Примеч. П. Гелевы: с. 152—172. — ISBN 5-8189-0448-2.